# 三井ガーデンホテル神宮外苑の杜プレミア
三井ガーデンホテル神宮外苑の杜プレミア（みついガーデンホテルじんぐうがいえんのもりプレミア、Mitsui Garden Hotel Jingugaien Tokyo Premier）は、東京都新宿区霞ヶ丘町にあるホテルである。三井ガーデンホテルの1つ。運営は三井不動産ホテルマネジメントである。

## 概要
三井ガーデンホテル神宮外苑の杜プレミアは、総合公園である神宮外苑内に立地する旧神宮プール跡地（建設前は千駄ヶ谷コートとしてフットサルに利用されていた）であることから、環境に極めて恵まれているのが最大の特徴である。神宮外苑内の北端に位置し、北西側には新宿御苑があり、東側には赤坂御用地がある。周辺には、国立競技場や東京体育館、今後、移転新築される明治神宮野球場や秩父宮ラグビー場などのスポーツ施設があり、聖徳記念絵画館やイチョウ並木など、豊かな緑に囲まれた環境である。三井ガーデンホテル神宮外苑の杜プレミアは、「三井ガーデンホテルズ」プレミアシリーズの全国で5施設目、都内では3施設目のホテルとなる。2019年（令和元年）11月22日に開業した。
敷地は、JR中央・総武線の千駄ケ谷駅・信濃町駅より徒歩で5、6分ほど、都営大江戸線の国立競技場駅がすぐそばと便利な立地である。建物の特徴としては、一つ目は、神宮外苑や新宿御苑などの眺望を楽しめることで、全客室にバルコニーを設け客室のスペースにも余裕をもたせていることである。二つ目は、神宮外苑内の施設や周辺の各種スポーツ施設の利用者の活用や観光・レジャー・スポーツ観戦などのための滞在に配慮していることで、共用スペースの充実を図ることとともに大浴場・フィットネスジム・ミーティングルームなどを盛り込んでいることである。

## 経緯
- 2010年（平成22年）12月 - 「「10年後の東京」への実行プログラム2011策定」、霞ヶ丘他２件、スポーツ拠点が整備され、神宮スポーツクラスターとして、特区制度の活用を提示[3]。
- 2011年（平成23年）12月 - 「「2010年の東京」計画策定（四大スポーツクラスターの整備）」、大規模スポーツ施設を中心としての活力あるまちを再生する、神宮地区をいちづける[3]。
- 2013年（平成25年）6月 - 「神宮外苑地区計画の策定・都市計画公園 明治公園の変更」、成熟した都市・東京の新しい魅力となるまちづくりを推進する[3]。
- 2016年（平成28年）
  - 8月 - 東京都は、明治神宮と三井不動産の両者から計画の提案を受ける。
  - 10月 - 「神宮外苑地区地区計画の変更・都市計画公園 明治公園の変更」、新たな地区整備計画の策定等に伴う地区計画の変更[3]。
  - 11月 - 「新宿区景観まちづくり審議会」が開催され、「神宮外苑ホテル（仮称）」、客室数350~400室、1階にレストランを設け、絵画館との調和を図る。三井不動産が明治神宮から土地を借りる定期借地契約を交わす、契約年数は不明である。
  - 12月1日 - 東京都は、地区計画変更案の「住民説明会」を行った。「神宮外苑ホテル」を建設する、工期は2018年冬頃着工し2019年夏頃竣工する、高さ50m、地上13階建ての説明。住民からは、「外苑の景観が守られない」「神宮外苑の高層化を心配する」などの声が上がった[4][5]。
- 2017年（平成29年）
  - 3月 - 「神宮外苑地区地区計画の変更」、にぎわいを創出する宿泊・交流施設等の諸機能の導入を図る[3]。
  - 11月 - 「都市計画公園 明治公園の変更」、都市計画公園の立体的な範囲の一部を変更[3]。
- 2018年（平成30年）
  - 2月3日 - 東京都は、「神宮外苑ホテル」の計画変更案を「都市計画審議会」にかける。
  - 3月上旬 - ホテル着工
  - 11月 - 東京都は、「神宮外苑地区再開発のまちづくり指針」を策定[3]。
- 2019年（平成31年/令和元年） 
  - 8月下旬 - ホテル竣工
  - 11月22日 - ホテルグランドオープン

「再開発等促進区」
明治神宮外苑は、景観保護のための風致地区や文教地区として、地区の厳しい規制が敷かれてきた。しかし、新国立競技場の建設に伴う再開発等促進区の指定になったことで、東京都から新たに一部の地区計画の変更案が示された。旧神宮プール跡地の約8,470m2の敷地で、明治神宮と三井不動産によるホテル建設計画が進められた。
東京都は、「再開発等促進区は、段階的街づくりを進める制度で、全体像は民間の土地ですから地区計画の目標や考え方を共有しながら民間開発を誘導している」としている。

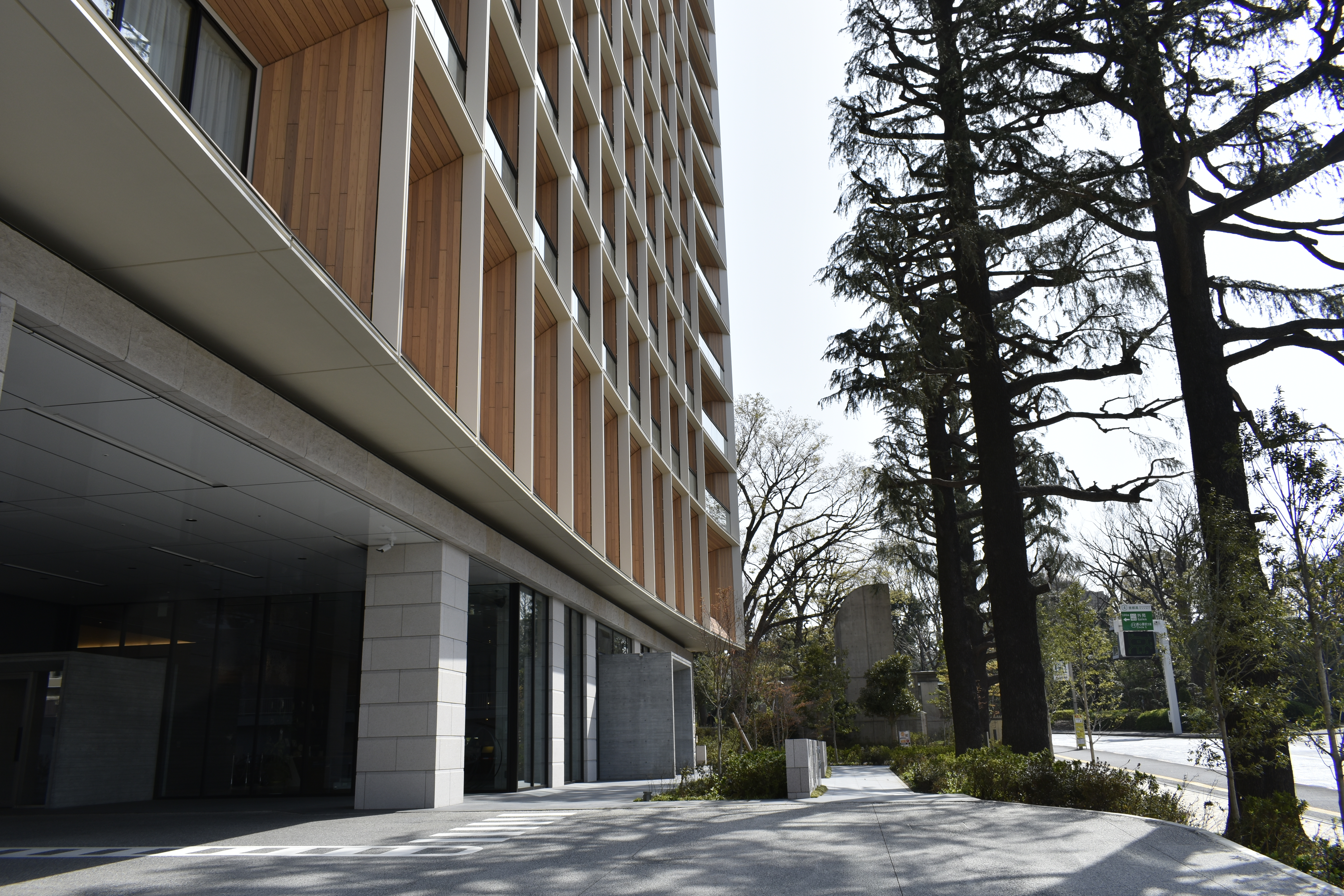
アプローチ （2020年3月22日撮影）
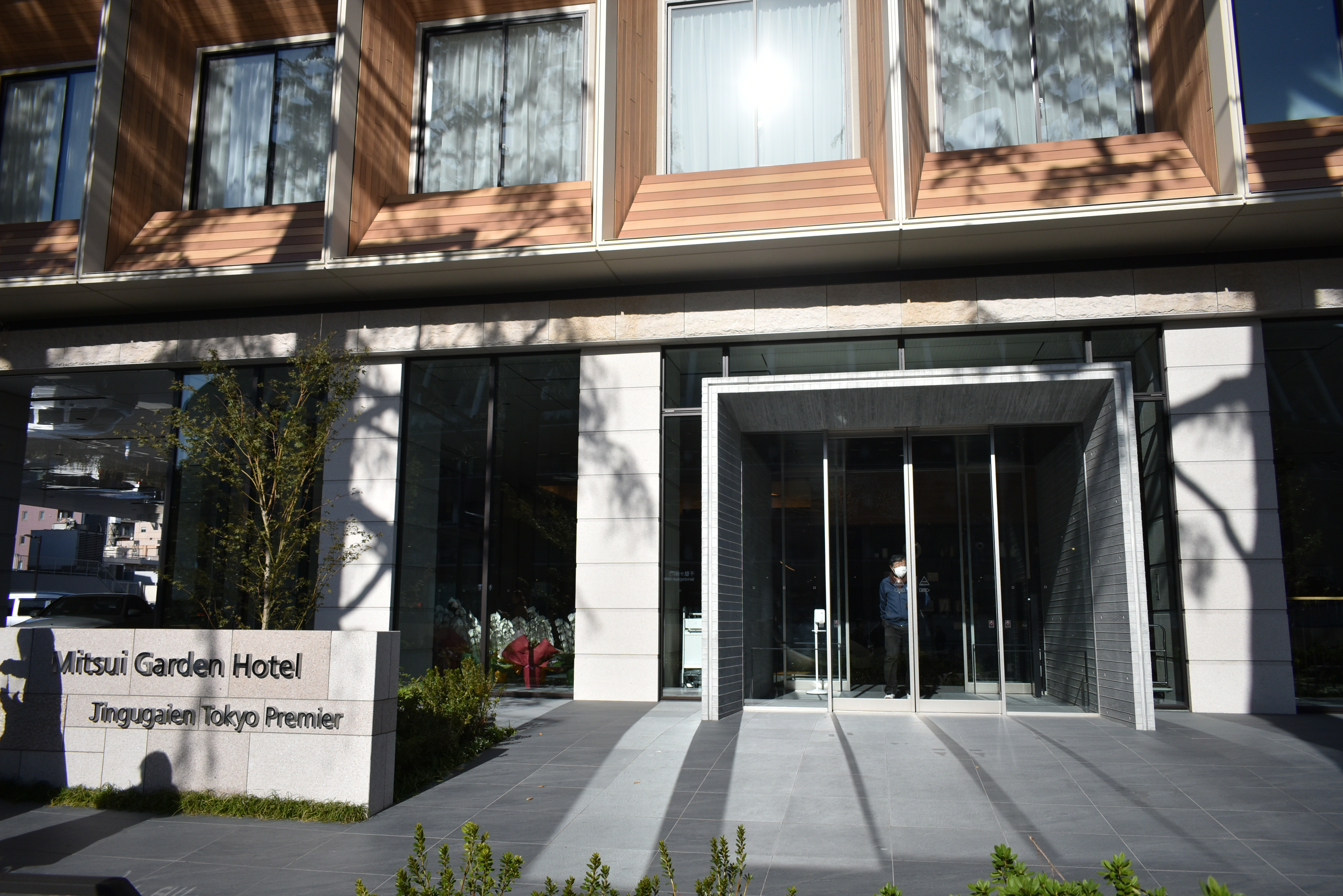
エントランス （2019年11月30日撮影）
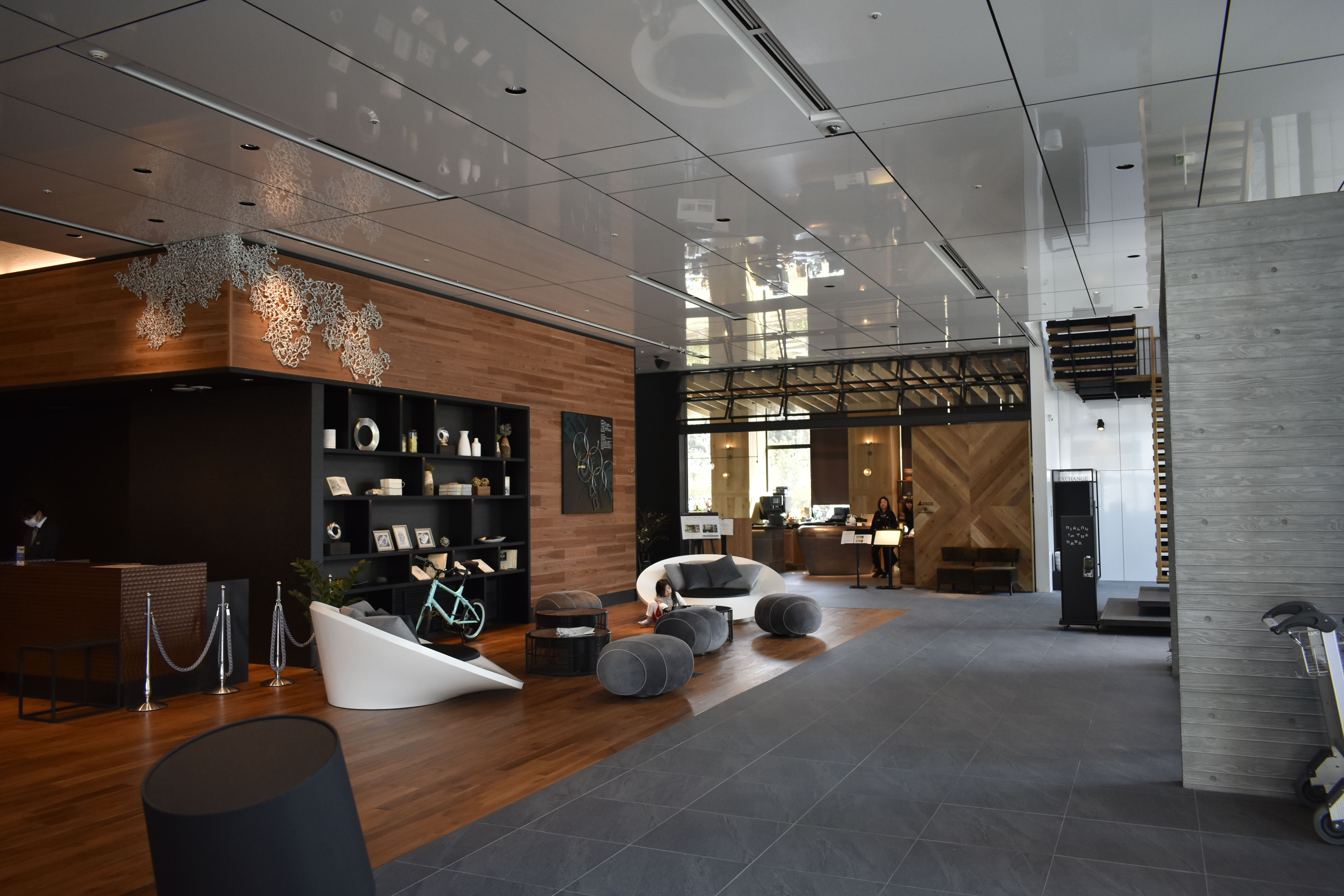
ロビー （2020年3月22日撮影）
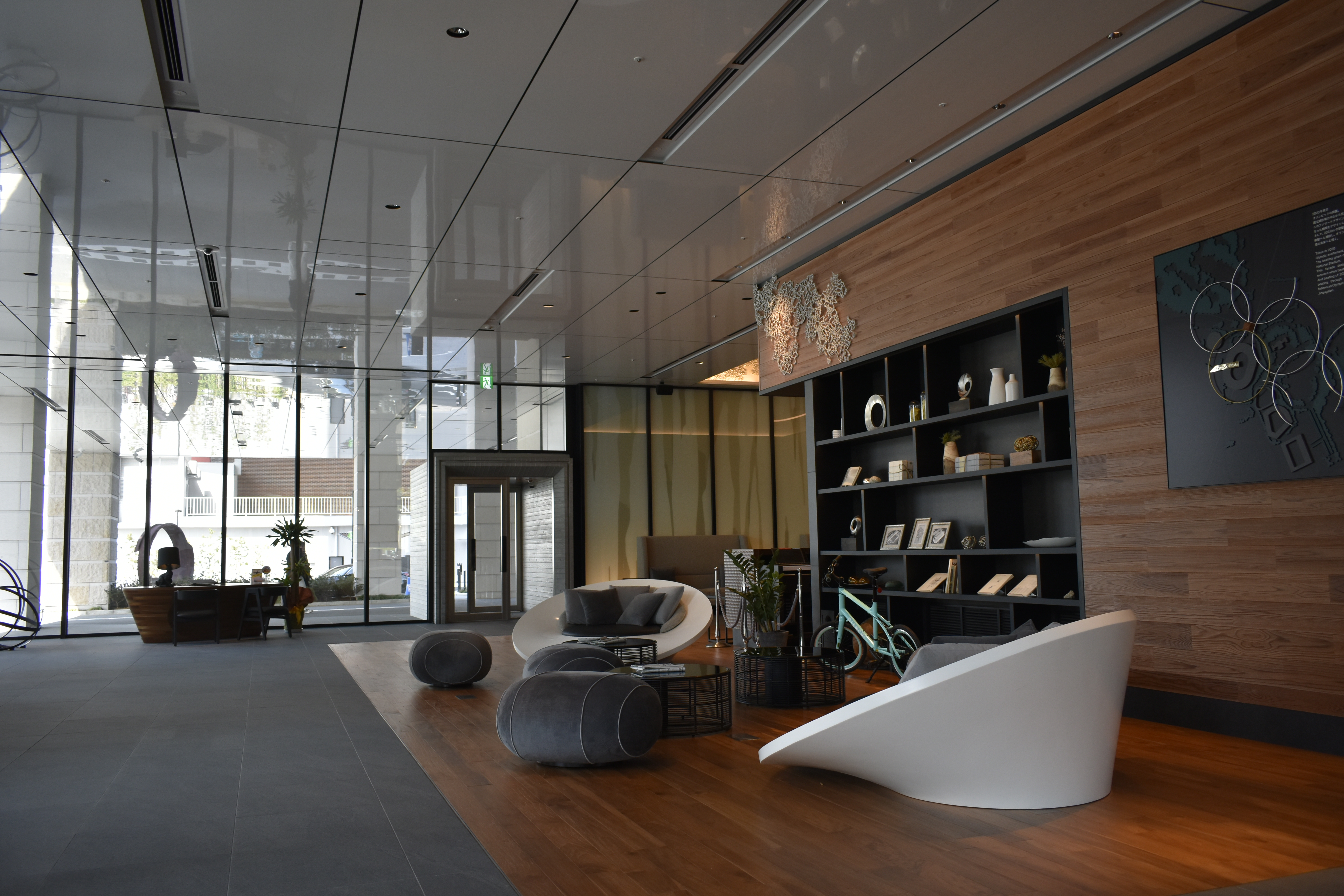
同左 （2020年3月22日撮影）
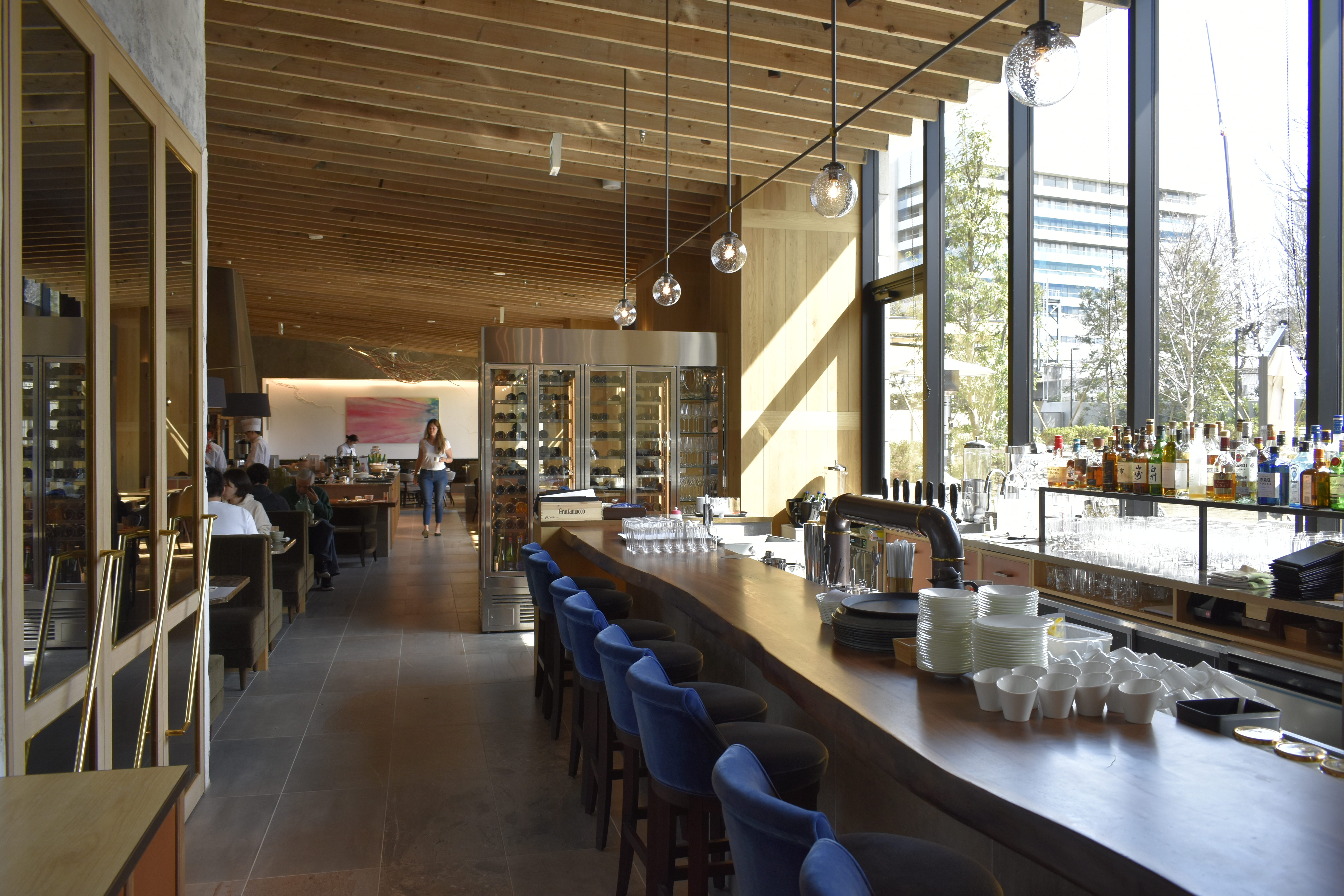
メインダイニング （2020年3月22日撮影）

## 建築概要
- 所在地 - 東京都新宿区霞ヶ丘町11番地3号
- 地域地区 - 第一種住居地域、準防火地域、許容建蔽率60％、許容容積率200％
- 地区計画 - 神宮外苑地区（建築条例による制限）
- その他の地区 - 風致地区 明治神宮内外苑附近（区域の一部またはすべてに再開発等促進区を定めている）、総合公園（明治公園）
- 敷地面積 - 4,330m2（旧神宮プール跡地の51.12％）
- 建築面積 - 1,730m2
- 延面積 - 15,800m2（ホテルm2、商業施設m2）
- 構造 - 鉄筋コンクリート造、一部鉄骨造、地上13階建
- 建物高 - 50m[1]
- 建築主 - 三井不動産株式会社 ホテル・リゾート本部
- 設計者 - 株式会社日建設計
- 施工者 - 清水建設株式会社
- 工期 - 2018年（平成30年）3月上旬 - 2019年（平成31年）8月下旬[1]
- 店舗数 - 不詳
- 客室数 - 362室

## 主要施設
商業施設
1階 - レストラン「RISTORANTE E’VOLTA（リストランテ・エ・ボルタ）」、ベーカリーショップ「THE GROVE BAKERY（ザ・グロー・ブベーカリー）」
2階 - エンターテイメント「Dialog in the Dark（ダイアログ・イン・ザ・ダーク）
13階 - 屋上テラス
宿泊施設
3階-12階 - 客室（362室）
スポーツ施設
2階 - 大浴場・フィットネスジム・ラウンジ

## アクセス
- 鉄道
  - JR中央・総武線千駄ケ谷駅より徒歩5分、同信濃町駅より徒歩6分
  - 都営大江戸線 国立競技場駅 出口Aより徒歩1分
- 車
  - 首都高速外苑出入口に隣接